# Communication Marketing Intégrée
 (novembre 2010).
Si vous disposez d'ouvrages ou d'articles de référence ou si vous connaissez des sites web de qualité traitant du thème abordé ici, merci de compléter l'article en donnant les références utiles à sa vérifiabilité et en les liant à la section « Notes et références ».
La Communication Marketing Intégrée (CMI) (traduction en français d‘integrated marketing communications (IMC) est une stratégie de communication et du marketing visant à « intégrer » de manière cohérente et efficace l’ensemble des canaux de communication d’une marque. La CMI s’est développée aux États-Unis dans les années 1980 dans des structures comme Agora IMC et The Phelps Group.
Le terme est apparu et a été reconnu académiquement à la fin des années 1980, sous l’impulsion du président de l’American Association of Advertising Agencies (en), qui a chargé Don E. Schultz (en), théoricien du marketing, de lancer un programme de recherche universitaire sur le sujet. La communication marketing intégrée a pris beaucoup d’envergure avec le développement du poids d’Internet dans la communication et les réseaux sociaux.
Schultz définit la CMI de la façon suivante :
(en) « [IMC is] a strategic business process used to plan, develop, execute, and evaluate coordinated, measurable, persuasive brand communication programs over time with consumers, customers, prospects, and other targeted, relevant external and internal audiences. The goal is to generate both short-term financial returns and build long-term brand and shareholder value »
Traduction : « [La CMI est] un processus stratégique orienté business pour planifier, développer, exécuter et évaluer dans le temps des stratégies de communication de marque coordonnées, mesurables et persuasives auprès des consommateurs, clients, prospects et toute autre cible interne ou externe. L'objectif est de générer à la fois des revenus financiers à court-terme et de créer de la valeur pour la marque et les parties prenantes. »
Il ne s’agit donc pas d'une nouvelle appellation du multicanal, mais d’un processus collaboratif d’évaluation, d’attribution et de pilotage des ressources marketing et communication au service du business. La CMI a été théorisée récemment[Quand ?] par l'Union des annonceurs (UDA) comme ayant pour objectif « un meilleur retour sur les dépenses de communication en mettant en œuvre une stratégie fondée sur une architecture de canaux fonctionnant en synergie et véhiculant des messages cohérents ». La CMI place au centre de sa démarche l'étude des cibles à travers des critères de segmentation classiques et transversaux : étude des perceptions, des habitudes, des comportements et des données chiffrées.

## Contexte et pertinence de la CMI
La CMI répond à une problématique importante pour toute marque : la multiplication et la diversification des canaux de communication, la fragmentation des audiences, l’essor des nouvelles Technologies de l'information et de la communication, la révolution Internet et les générations digitales. En effet, les publics ont modifié leur rapport aux marques, les points de contact se sont multipliés, de nouvelles expertises ont fait leur apparition, engendrant une explosion des partenaires de communication. Il se pose donc la question de communiquer auprès de ses cibles, en utilisant une combinaison optimale de ces canaux de communication.

## Les caractéristiques d'une campagne de communication CMI
La CMI se voit comme une solution au service des marques, qui permet de nourrir le lien de la marque à ses publics en adoptant des discours adaptés à chacun d’entre eux, afin de renforcer le message de la marque ou de l’organisation. Impliquant une approche matricielle de l’organisation[Quoi ?], la CMI suppose un changement organisationnel profond[Lequel ?] pour toutes les entreprises intéressées par ce modèle.

### Efficience
Une démarche CMI s’intéresse à l’efficience du message de la campagne de communication : elle s’appuie sur l’articulation et la complémentarité des médias et nouveaux médias. Il est nécessaire de mettre en cohérence le message que chacune des entités de l’entreprise diffuse sur chacun de ses canaux. Les acteurs de la CMI sont également motivés par la recherche de la mesure de leurs actions afin de démontrer leur apport à l’activité de l’entreprise. Le département communication n’est plus seulement une fonction support mais devient une activité créatrice de valeur à part entière.[réf. nécessaire]

### Cibles et points de contact
Caractéristique indissociable de la précédente. Il s’agit d’appréhender à qui l’entreprise veut s’adresser sans négliger certains segments. Ainsi, la campagne de communication et la manière de diffuser les messages sont appréhendés en fonction du destinataire et des points de contact. Un même message ne sera pas annoncé de la même façon à l'une ou l'autre des parties prenantes selon son rôle et les relations qu'elles entretiennent avec l'entreprise.

### Diagnostic stratégique
Une campagne CMI se veut de mettre de la logique et du process là où certains mettent de l’intuition et de l’expérience. Il s’agit d’une révolution dans le mode de fonctionnement souvent routinier des agences.[réf. nécessaire] La pertinence d’une campagne relève en effet d’un audit stratégique minutieux afin de déterminer les éléments clefs du marché, du consommateur, de son contexte culturel et médiatique, ainsi que de la marque.

### Réflexion stratégique transversale
La démarche de CMI entraine souvent une réflexion en profondeur des organisations aboutissant à une remise à plat structurelle. D'une structure en silos, l'entreprise institue des relations transversales entre les différents départements au service d'un seul objectif : toutes les décisions stratégiques doivent être prises en cohérence avec sa vision de marque. « L'intégration, grâce à la discipline qu'elle impose, la méthode qu'elle déroule, permet de faire les choix les plus pertinents en réponse aux objectifs business de l'annonceur ». En raison de ce cadre méthodologique, la mise en place d'une démarche CMI dans une organisation n'est pas systématiquement couronnée de succès. C'est notamment le cas quand le pilote de la démarche n'a pas la légitimité suffisante en interne pour procéder aux nécessaires arbitrages, stratégiques ou budgétaires.

### CMI et Communication 360°
La CMI est une démarche proactive différente de la communication 360° parfois appelée communication intégrée. La CMI est une manière de penser la stratégie de communication, le 360 une façon de la décliner. Selon les interprétations de différents secteurs professionnels[Lesquels ?], une campagne 360 décline la façon de traiter l'idée de communication à l'infini sur plusieurs supports et plusieurs canaux, contrairement à la stratégie de CMI qui va la faire varier selon le canal utilisé, l'idée de communication restant la même. La confusion avec la CMI, l’intégration et la communication intégrée est alors rapide, la différence reste floue, les amalgames fréquents. Les facteurs différenciant étant fondés sur l’articulation entre la cible, l’expression du message et le canal utilisé.[réf. nécessaire]

## Acteurs français de la CMI
Dans les pays anglo-saxons, l’IMC a fait son chemin et de grands groupes (tels que Coca-Cola ou Johnson & Johnson) disposent de Directeur CMI (IMC director) dans leur organisation.[réf. nécessaire]